# BWF Super Series
Die BWF Super Series war von 2007 bis 2017 die höchstrangige Turnierserie im Badminton.

## Geschichte

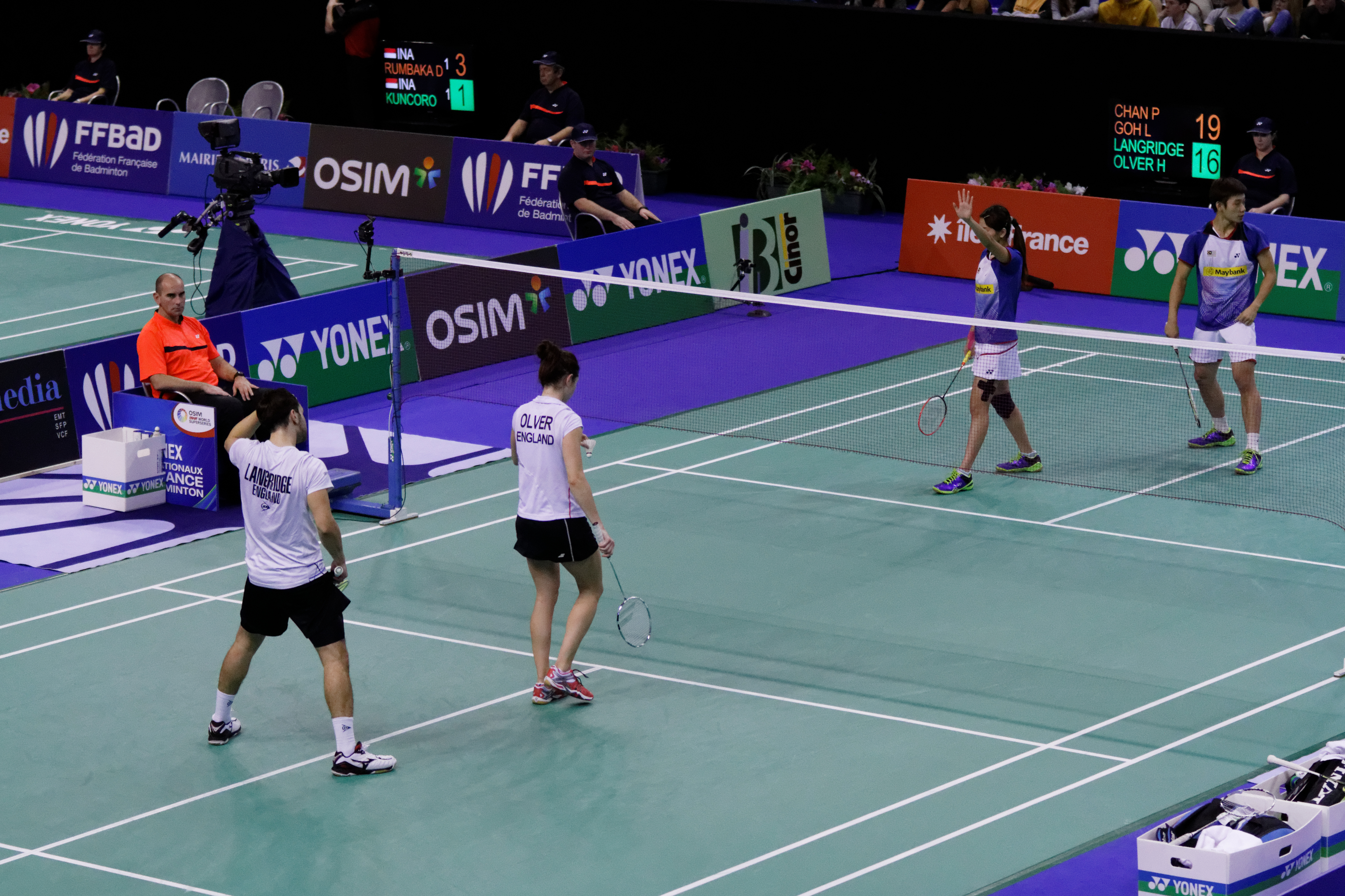
French Super Series 2013

Nach dem Wechsel der Führungsriege in der Badminton World Federation (BWF) erfolgten im Badminton-Weltverband eine Reihe von Neuerungen. Unter anderem wurde eine neue Serie, die BWF Super Series eingeführt. Für diese Serie galten besondere Bedingungen und es war ein Preisgeldtopf von mindestens 275.000 US-Dollar (für das Jahr 2015) auszuschütten. Bis einschließlich 2017 erhöhte sich das Mindestpreisgeld um jährlich 25.000 US-Dollar. Vergleichbar war diese Turnierserie mit den Grand-Slam-Turnieren im Tennis. Die Anzahl der Turniere war auf 12 zzgl. eines Finalturnieres festgelegt, das bei der Erstauflage der Serie im Jahr 2007 jedoch ausgefallen war.
Am 16. Mai 2008 entschied die BWF, dass bei den Turnieren ab September 2008 Änderungen in der Organisation vorgenommen werden:
- Das Feld der Qualifikanten wurde von 32 auf 16 reduziert.
- Je Turnier mussten mindestens 8 Schiedsrichter mit BWF-Qualifikation eingeladen werden.

## Turniere
Seit der Saison 2007/2008 gehörten zur Serie die All England, China Open, China Masters, Denmark Open, French Open, Hong Kong Open, Indonesia Open, Japan Open, Korea Open, Malaysia Open, Singapore Open und die Swiss Open. Die nächstniedrigere Kategorie der Badmintonveranstaltungen war der BWF Grand Prix.
Für das Jahr 2011 gab es mehrere Veränderungen. Die India Open wurden anstatt der Swiss Open zum Super-Series-Turnier. Die Swiss Open wurden fortan als Grand Prix Gold geführt. Außerdem wurde eine übergeordnete Serie, die BWF Super Series Premier, gegründet. Die Premier-Super-Series-Turniere zeichneten sich unter anderem dadurch aus, dass die Preisgeldsumme (für die Saison 2015) bei mindestens 500.000 US-Dollar liegen musste und sich bis einschließlich 2017 um jährlich 50.000 US-Dollar erhöhen musste. 2014 lösten die Australian Open das China Masters als Super-Series-Turnier ab. Dase China Masters befand sich fortan im Grand Prix Gold wiedert. Ab 2015 erhielten die Teilnehmer der Asienmeisterschaften die Punkte eines Super-Series-Turniers.
Von 2011 bis 2017 fanden folgende Turniere als Super Series Premier statt:
- All England
- China Open
- Denmark Open
- Indonesia Open
- Malaysia Open (ab 2014, davor Super Series)

ehemals:
- Korea Open (2011–2013, danach Super Series)

Von 2007 bis 2017 fanden folgende Turniere als Super Series statt:
- Korea Open (2007–2010, seit 2014)
- French Open
- Hong Kong Open
- Japan Open
- Singapore Open
- India Open (seit 2011, davor Grand Prix Gold)
- Australian Open (ab 2014, davor Grand Prix Gold)
- Asienmeisterschaften (ab 2015 entsprechende Punktevergabe, davor Grand Prix Gold)

ehemals:
- All England (2007–2010, danach Super Series Premier)
- China Open (2007–2010, danach Super Series Premier)
- Denmark Open (2007–2010, danach Super Series Premier)
- Indonesia Open (2007–2010, danach Super Series Premier)
- Swiss Open (2007–2010, danach Grand Prix Gold)
- Malaysia Open (2007–2013, danach Super Series Premier)
- China Masters (2007–2013, danach Grand Prix Gold)

### Mindestpreisgeldanforderung
| Jahr | Super Series | Premier     |
| ---- | ------------ | ----------- |
| 2007 | 200.000 USD  | –           |
| 2008 | 200.000 USD  | –           |
| 2009 | 200.000 USD  | –           |
| 2010 | 200.000 USD  | –           |
| 2011 | 200.000 USD  | 350.000 USD |
| 2012 | 200.000 USD  | 400.000 USD |
| 2013 | 200.000 USD  | 400.000 USD |
| 2014 | 250.000 USD  | 500.000 USD |
| 2015 | 275.000 USD  | 500.000 USD |
| 2016 | 300.000 USD  | 550.000 USD |
| 2017 | 325.000 USD  | 600.000 USD |

## Punktevergabe für die Weltrangliste
Die finanziellen Unterschiede gehen einher mit der unterschiedlichen Vergabe von Punkten für die Badminton-Weltrangliste. Diese werden wie folgt vergeben:
| Platz                           | Platz | Platz | Platz | Platz | Platz | Platz | Platz  | Platz   | Platz   | Platz    |
| ------------------------------- | ----- | ----- | ----- | ----- | ----- | ----- | ------ | ------- | ------- | -------- |
| 1                               | 2     | 3–4   | 5–8   | 9–16  | 17–32 | 33–64 | 65–128 | 129–256 | 257–512 | 513–1024 |
| Super Series Premier und Finale |       |       |       |       |       |       |        |         |         |          |
| 11000                           | 9350  | 7700  | 6050  | 4320  | 2660  | 1060  | 520    | –       | –       | –        |
| Super Series                    |       |       |       |       |       |       |        |         |         |          |
| 9200                            | 7800  | 6420  | 5040  | 3600  | 2220  | 880   | 430    | 170     | 80      | 40       |